# Oakland Cemetery (Arkansas)
L'Oakland Cemetery est un cimetière historique à Camden en Arkansas, situé sur Maul Road entre Pearl Street et Madison Avenue. Fondé en 1830, il est le cimetière le plus ancien de la ville. Le terrain, d'une surface d'environ 2,8 hectares, a été donné à l'époque par William L. Bradley, l'un des fondateurs de Camden. Il est le lieu de sépulture de nombreux citoyens de Camden.
Il est inscrit au Registre national des lieux historiques en 2000.